# 4772 Frankdrake
4772 Frankdrake è un asteroide della fascia principale. Scoperto nel 1989, presenta un'orbita caratterizzata da un semiasse maggiore pari a 3,1625293 UA e da un'eccentricità di 0,0681024, inclinata di 11,52962° rispetto all'eclittica.